# 段煨
段煨（？—209年），字忠明，東漢末年時期的將領，涼州武威人。

## 生平
性多疑，原為董卓麾下，晉升為中郎將。後屯兵華陰，有政聲，他曾收容同鄉的謀士賈詡，賈詡素有名望，為段煨軍所敬，但段煨擔憂賈詡名氣過高，試圖暗殺賈詡不成，導致賈詡暗結張繡而離去。
董卓死後，漢獻帝从李傕处东归至華陰，寧輯將軍段煨出營迎接，供給獻帝飲食衣服。後將軍楊定與段煨不和，串通董承、楊奉等人，誣陷段煨勾結郭汜。楊定攻打段煨，雙方激戰十餘天，不分勝負。後為獻帝勸解。
建安三年（198年），在裴茂的指挥下，煨入長安，指挥梁兴、张横击杀逃到黄白城的李傕，將李傕全家老少200餘口押解許都，曹操下令夷三族，獻帝封段煨為“安南將軍”，封閺鄉侯。官至大鴻臚、光祿大夫，建安十四年（209年），以壽終。

## 修缮华岳庙
据《艺文类聚》，《初学记》，《古文苑》、《文选·沈约游沈道士馆诗》：
《易》曰：「天地定位，山泽通气。」然山莫尊于岳，泽莫盛于渎。山岳有五而华处其一，渎有四而河在其数，其灵也至矣。圣人废兴，必有其应。故岱山石立，中宗继统；太华授璧，秦胡绝绪；白鱼人舟，姬武建业；宝珪出水，子朝丧位。布五方则处其西，列三条则居其中。若广兽奇虫，《山经》有纪矣。是以帝皇巡狩，亲五岳而告至，观方后而考礼，故，经有望秩之禋，典有生殖之祀，盖所以崇山川而报功也。四海一统，天子秉其礼；诸侯力政，强国摄其祭。其奉邑曰华阴也久矣，乃纪于《禹贡》而分秦、晋之境。奉鄙晋之西则曰阴晋，边秦之东则曰宁秦。邑既迁徙，礼亦如之。二国力争，以奉以祭。其城险固，基趾犹存。故老之言，未殒于民也。逮至大汉，受命克乱，不愆不忘，旧名是复，率礼不越，故祀是尊。历叶增修，虔恭又备。一祷三祀，终岁而四，以迄于今。而世宗又经集灵之宫于其下，想乔、松之畴，是游是憩。郡国方士，自远而至者，充岩塞崖。乡邑巫觋，宗祀乎其中者，盈谷溢谿。咸有浮飘之志，愉悦之色，必云霄之路，可升而越，果繁昌之福，可降而致也。故殖财之宝，黄玉自出；令德之珍，卿相是毓。匪惟嵩高，降生申甫，此亦有焉。天有所兴，必先废之，故殷宗、周宣，以衰致盛。是时也，王业中缺，大化陵迟，郡县既毁，财匮礼乏，庭庙倾坏，坛场芜秽，祭祀之礼，颇有缺焉。于是镇远将军领北地太守阌乡亭侯段君讳煨字忠明，自武威占此土，凭托河华，二灵是兴。故能以昭烈之德，享上将之尊，衔命持重，屯斯寄国，讨叛柔服，威怀是示。群凶既除，郡县集宁，家给人足，户有乐生之欢，朝释西顾之虑。而怀关中之恃，虽昔萧相辅佐之功，功冠群后，弗以加也。遂解甲休士，阵而不战，以逸其力，修饰享庙，坛场之位，地荒而复辟、礼废而复兴。又造祠堂，表以参阙，建路路之端首，观壮丽乎孔彻。然后旅祀祈请，既有常处，虽雨沾衣，而礼不废。于是邑之士女，咸曰宜之。乃建碑刊石，垂示后裔。其辞曰：於穆堂阙，堂阙昭明。经之营之，不日而成。匪奢匪俭，惟德是程。匪丰匪约，惟礼是荣。虔恭礼祀，黍稷芬馨。神具醉止，降福穰穰。

## 部下
- 李堅，漢靈帝時曾任西園鼓吹，曾投奔駐軍華陰的段煨，後被曹操所用。